# Rafael García Valiño
Rafael García-Valiño y Marcén (Toledo, 24 de octubre de 1898-Madrid, 29 de junio de 1972) fue un militar español que tuvo un papel relevante durante la Guerra Civil y, posteriormente, durante la dictadura franquista.
Combatiente veterano de la guerra del Rif, durante el transcurso de la Guerra civil intervino en algunas de las principales batallas, tomando parte en las campañas de Guipúzcoa, Vizcaya, Teruel, Aragón, Levante, Ebro o Cataluña. Al final de la contienda ostentaba el rango de general y mandaba un cuerpo de ejército, siendo también uno de los altos mandos con más fama. Durante la dictadura franquista desempeñaría puestos de alta responsabilidad, como jefe del Estado Mayor Central del Ejército, capitán general de la I Región Militar y alto comisario de España en Marruecos.

## Biografía

### Carrera militar
Nacido en Toledo el 24 de octubre de 1898, en el seno de una familia de tradición militar.
De temprana vocación militar, ingresa en la Academia de Infantería con quince años. Brillante estudiante, a los dieciocho años de edad es ascendido a teniente y se incorpora al Ejército español en África con intención confesa de participar en las campañas españolas en la zona, convencido de que la finalización de la I Guerra Mundial permitirá una mayor expansión española y la consolidación de las colonias. Valiño tuvo una distinguida participación en la guerra del Rif. Primero en la línea de frente en los encuentros ocasionales con las tropas y guerrillas bereberes, es herido en diversas ocasiones y llega a ascender hasta comandante.

### Guerra Civil
Al producirse la sublevación que dio lugar a la Guerra Civil se encontraba de veraneo en Zarauz, localidad guipuzcoana que no participa en la sublevación militar desencadenante de la guerra, de donde logra evadirse pasando al territorio controlado por el bando sublevado. En un principio se dirige a Fuenterrabía pero desconfiando de las unidades allí situadas recorre a pie, monte a través, el tramo que lo separa de Pamplona y se une al general Mola, quien le encomienda el mando del Tercio de Requetés «Montejurra», uno de los seis que participarían en la guerra, al que le asignará la bandera nacional bicolor con una cruz en el centro. El 2 de septiembre de 1936 a la cabeza de dicho tercio toma por asalto el monte de San Marcial, última posición fortificada llave de la ciudad de Irún. 
Para esas fechas ya es teniente coronel, habilitado para el grado superior, cuando empieza la ofensiva contra Bilbao. Al mando de la I Brigada de Navarra participó activa y decisivamente en las acciones principales que dieron paso a la ruptura del Cinturón de Hierro de Bilbao y que precipitaron la caída de la ciudad.
El 6 de noviembre de 1937 el Tercio se integra en la 1.ª División de Navarra, formando parte de la Cuarta Agrupación, y al ascender al empleo de coronel obtiene el mando de la División; a la cabeza de la misma combatirá el resto de la guerra, participando activamente en la reconquista de Teruel y también en la de Ofensiva de Aragón, siendo la suya la primera división sublevada que alcanzó el mar Mediterráneo cortando en dos la zona enemiga. Poco después se dirigió hacia el sur, participando en la Ofensiva del Levante que pretendía conquistar Valencia, aunque la dura resistencia republicana frenó a sus tropas y el plan franquista fracasó. Durante los combates de Levante pasó a mandar el «Destacamento de Enlace» —compuesto por las divisiones 1.ª y 84.ª—.
En julio de 1938 pasa la zona del Ebro, en cuya batalla interviene al mando del nuevo Cuerpo de Ejército del Maestrazgo y asciende al empleo de general de brigada por méritos de guerra. En colaboración con el Cuerpo de Ejército Marroquí de Yagüe, después de 4 meses de duros combates e importantes bajas lograron expulsar a las tropas republicanas del Coronel Modesto al otro lado del río. En enero de 1939 interviene en Cataluña, desfilando en Barcelona a raíz de su conquista y tras la dominación de esta región pasa al frente del Centro, sorprendiéndole el final de la guerra y entrando victorioso en Ciudad Real el día 1 de abril de 1939.

### Posguerra
Al finalizar la guerra contó con la especial simpatía de quienes sirvieron con el general Mola, que veían en él un gran militar con sólida formación y que había sido capaz de agrupar una división compleja, como la navarra, llevándola al frente de victoria en victoria. Asciende a general de división y el general Franco, que confía en él plenamente, le ofrece con apenas 40 años la Comandancia General de Melilla, que inmediatamente acepta, y donde se asientan tropas de asalto bien preparadas. Con 42 años asciende a Jefe del Estado Mayor Central del Ejército siendo uno de los generales que Franco considerará capaces para mantener la férrea mano dura necesaria en plena Segunda Guerra Mundial.  En 1947 fue ascendido a teniente general y confirmado en la jefatura del Estado Mayor Central. Tres años más tarde fue sucedido en la jefatura por el general Fernando Barrón Ortiz. ocupándose más tarde de la Capitanía de la VII Región Militar.
La necesaria apertura del régimen al exterior aconsejan desplazarlo a funciones fuera de la península, y en 1951 es nombrado Alto Comisario del Protectorado Español de Marruecos, cargo que ocupará hasta 1956 cuando fue nombrado director de la Escuela Superior del Ejército. En 1962 y hasta 1964 es nombrado para otra Capitanía, la de la I Región Militar, donde Franco precisa hombres de absoluta lealtad para mantener la zona de Madrid siempre protegida y con unidades de gran capacidad. Tras las resoluciones de la ONU sobre la descolonización del Sahara, se mostró sorprendentemente favorable a las tesis internacionales y fue cesado de todas sus funciones. Sería su primera y única incursión en la política del régimen. En sus últimos años desempeñó el cargo de vicepresidente y miembro del Consejo de Dirección del Grupo Sofico, un "Holding" de empresas españolas cuya quiebra en 1974 constituyó uno de los grandes escándalos de corrupción del franquismo. Valiño falleció en Madrid el 29 de junio de 1972; por lo que el escándalo no le afectó a pesar de que su figura se viera comprometida.
Según el historiador Paul Preston, Valiño fue uno de los más jóvenes y capacitados generales de Franco, de quien luego se convertiría en un activo crítico.

### Vida privada
Contrajo matrimonio con Dolores Molina González, con quien tuvo siete hijos.

## Condecoraciones
- Caballero gran cruz de la Orden de Carlos III.
- Caballero gran cruz de la Orden de Isabel la Católica.
- Caballero gran cruz de la Orden de San Hermenegildo.
- Gran cruz de la Orden de Cisneros al mérito político, otorgada al cumplirse el XX aniversario del golpe de Estado de julio de 1936.[16]
- Medalla Militar Individual.[17]
- Caballero gran cruz de la Orden de San Lázaro de Jerusalén.
- Gran Cordón de la Real Orden Alauita.[18]
- Medalla de Oro de la Ciudad de Ceuta[19]
- Hijo adoptivo de Vich (1967).[20]